# Vinice

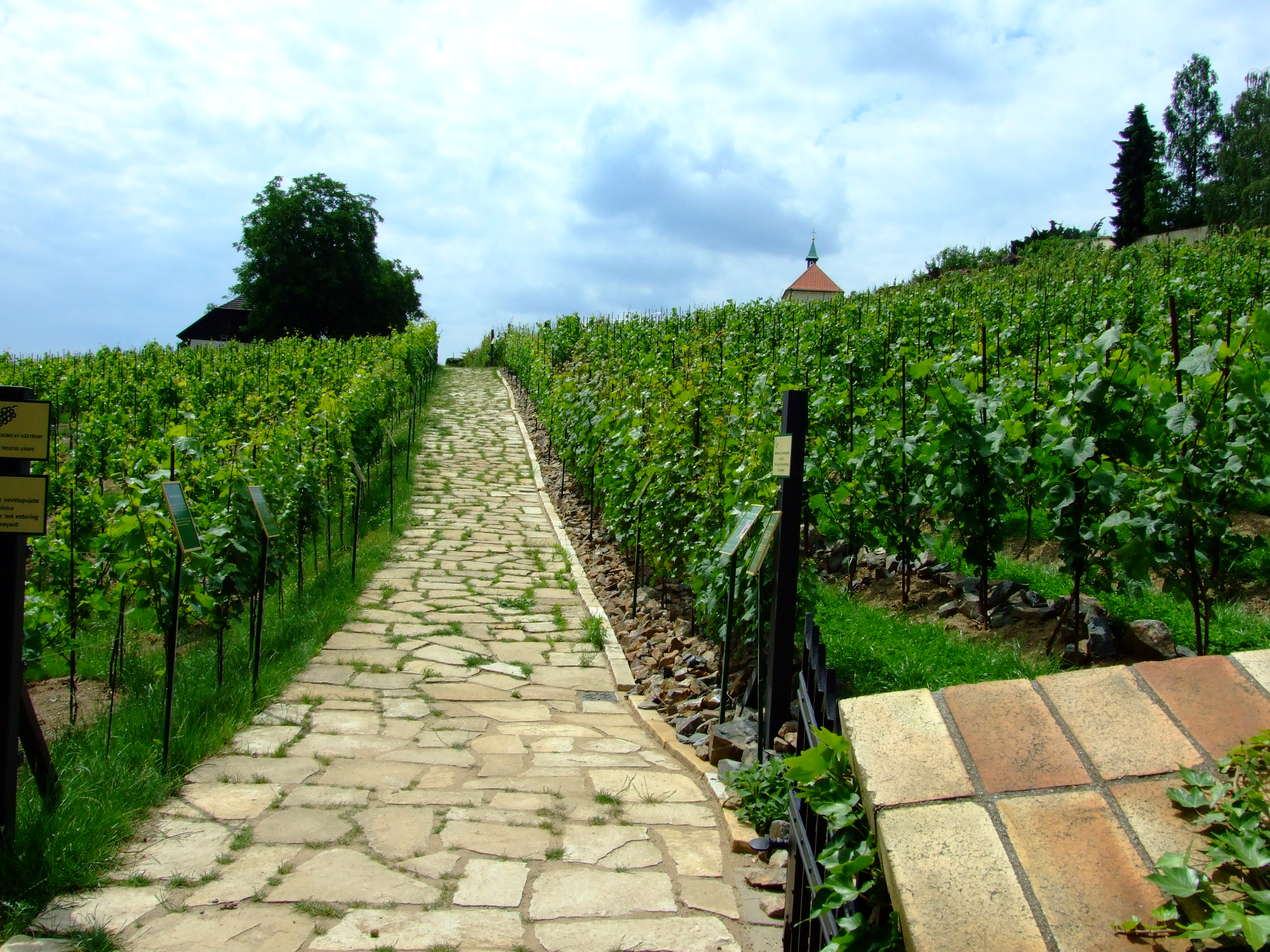
Vinice svaté Kláry v pražské Tróji

Vinice je pozemek osázený vinnou révou, který slouží k vinařství. Tento název je v Čechách odedávna běžný, na Moravě se navíc často používá výraz vinohrad, který pravděpodobně vznikl v lokalitách, kde se vinice zakládaly na kamenitých svazích a kameny se vynášely na okraj pozemku, čímž kolem vinic vznikaly ohrady z volně nasypaného kamene, tzv. kamenice. Vinice bývá obvykle součástí viniční tratě. Proces zahrnující zakládání vinice, údržbu a veškeré další práce spojené s vinicí se nazývá vinohradnictví.
V českém právu se rozumí vinohradem čili vinicí zemědělsky obhospodařovaná půda souvisle osázená keři vinné révy jednoho pěstitele o celkové výměře větší než 10 arů s přiděleným registračním číslem; vinice o celkové výměře menší než 10 arů je vinicí pouze tehdy, má-li přiděleno registrační číslo; vinicí je rovněž vinice vyklučená, k níž nebylo uděleno právo na opětovnou výsadbu.

## Typologie vinic
Vinice se dělí na mladé, tj. do čtyř let věku, zvané neplodné, a plodné, tj. starší než čtyři roky. Životnost vinic se v Česku počítá na 20–25 let, při dobré péči však mohou mít životnost až 60 let. Čím starší vinice, tím nižší jsou výnosy, avšak kvalita vína stoupá.
K produkci podnožových řízků slouží vinice podnožové a k produkci roubů vinice množitelské.
O kvalitě vinice rozhoduje celá řada faktorů, především to však bývá její poloha a orientace ke slunci, mikroklimatické a půdní podmínky. Pro souhrn těchto faktorů se ve francouzštině užívá termín terroir.

## Historie

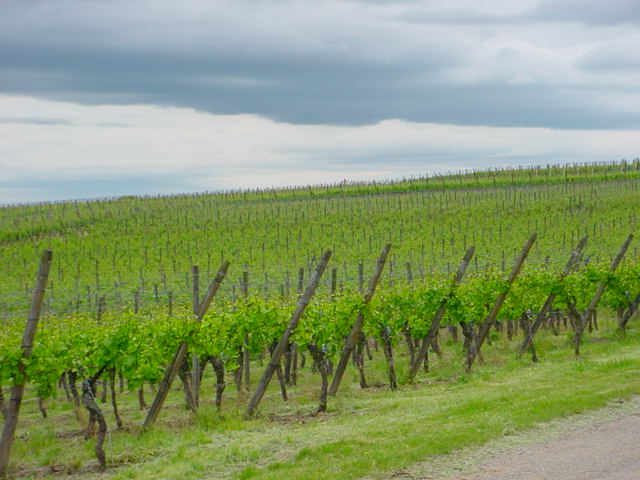
Vinice ve francouzském Alsasku

Nejstarší svědectví o výrobě vína se datuje do období mezi 6000 př. n. l. až 5000 př. n. l. Technologii výroby značně zdokonalili staří Řekové, ale kultivační techniky, které jsou známy dnes, se v Evropě používají až od konce existence Římské říše. Ve středověké Evropě se zásadním podporovatelem vína, nezbytného pro slavení mše, stala církev. V dobách politické nestability se vinařské postupy udržovaly a rozvíjely v křesťanských klášterech, které měly dostatek zdrojů, bezpečné zázemí a zájem na zvyšování kvality svého vína.
Roku 1052 je zmiňována vinice u obce Dřísy. Velký přínos při rozvoji vinic a vinohradnictví v Čechách (zde zejména kolem Prahy) je připisován[kým?] císaři Karlu IV.